# 巴拉-达埃斯蒂瓦
巴拉-达埃斯蒂瓦是巴西巴伊亚州的一个市镇。总面积1401.98平方公里，总人口20606人，人口密度14.7人/平方公里。